# Nieuw-Brittannië
Nieuw-Brittannië (Engels: New Britain) is een eiland dat behoort tot Papoea-Nieuw-Guinea. Als Duitse kolonie werd het tussen 1884 en 1914 Nieuw-Pommeren genoemd. Van 1914 tot aan de onafhankelijkheid in 1975 kwam het als mandaatgebied onder Australisch bestuur.
Nieuw-Brittannië is het grootste eiland van de Bismarck-archipel. Het is 35.742 km² groot met een lengte van 520 km en een maximale breedte van 146 km. Het is het op 37 na grootste eiland ter wereld. Op het eiland bevindt zich een pyroclastisch schild-vulkaan, zoals er meerdere in Melanesië voorkomen, de Rabaul caldera met aangrenzend de vulkanen Vulcan en Tavurvur, deze laatste is nog zeer actief. Het hoogste punt van het eiland, de vulkaan Ulawun, reikt tot 2334 meter.

## Geschiedenis
Het eiland werd, evenals Nieuw-Ierland, door de Nederlandse ontdekkingsreiziger Jacob le Maire in 1616 ontdekt. Le Maire als commandeur van de missie met Willem Cornelisz Schouten als schipper gingen ervan uit dat Nieuw-Ierland en Nieuw-Brittannië aan Guinea verbonden waren en zo een groter eiland vormden. Een verdere exploratie vond plaats in 1700 door William Dampier die het eiland grondiger in kaart bracht, en daarmee de theorie van Le Maire ontkrachtte. Hij noemde het eiland in 1700 New Britain. Van 1884 tot 1914 was het eiland een Duits protectoraat.
Het eiland en de omliggende zeeën was strijdtoneel van heel wat zware gevechten tijdens de Tweede Wereldoorlog.

## Bestuur
Bestuurlijk is het eiland in Papoea-Nieuw-Guinea in twee provincies opgedeeld: het 21.000 km² grote West New Britain met 184.838 inwoners en als hoofdplaats Kimbe en het 15.500 km² grote East New Britain met 220.035 inwoners en als hoofdplaats Kokopo. Daarvoor was Rabaul de hoofdstad van East New Britain totdat die in 1994 werd vernietigd door vulkaanuitbarstingen.

## Fauna en flora
Het eiland kan opgedeeld worden in twee verschillende ecoregio's, het laaglandregenwoud en het montane regenwoud.

### Zoogdieren
De volgende zoogdieren komen er voor:
- Thylogale browni (prehistorisch geïntroduceerd)
- Wild zwijn (Sus scrofa) (geïntroduceerd)
- Polynesische rat (Rattus exulans) (geïntroduceerd)
- Rattus praetor (prehistorisch geïntroduceerd)
- Zwarte rat (Rattus rattus) (geïntroduceerd)
- Echymipera kalubu
- Phalanger orientalis
- Petaurus breviceps
- Hydromys neobritannicus
- Paramelomys levipes (waarschijnlijk een andere soort, omdat P. levipes in feite alleen voorkomt in een klein gebied in Zuidoost-Nieuw-Guinea)
- Paramelomys platyops
- Melomys rufescens
- Pogonomys macrourus
- Uromys neobritannicus
- Dobsonia anderseni
- Dobsonia praedatrix
- Macroglossus minimus
- Melonycteris melanops
- Nyctimene albiventer
- Nyctimene cyclotis
- Nyctimene major
- Pteropus admiralitatum
- Pteropus capistratus
- Pteropus gilliardorum
- Pteropus hypomelanus
- Pteropus neohibernicus
- Rousettus amplexicaudatus
- Syconycteris australis
- Emballonura nigrescens
- Aselliscus tricuspidatus
- Hipposideros ater
- Hipposideros calcaratus
- Hipposideros cervinus
- Hipposideros diadema
- Hipposideros maggietaylorae
- Rhinolophus euryotis
- Rhinolophus megaphyllus
- Kerivoula myrella
- Miniopterus australis
- Miniopterus macrocneme
- Miniopterus propitristis
- Myotis adversus
- Philetor brachypterus
- Pipistrellus angulatus